# Ostpreußische Landwehr 1813

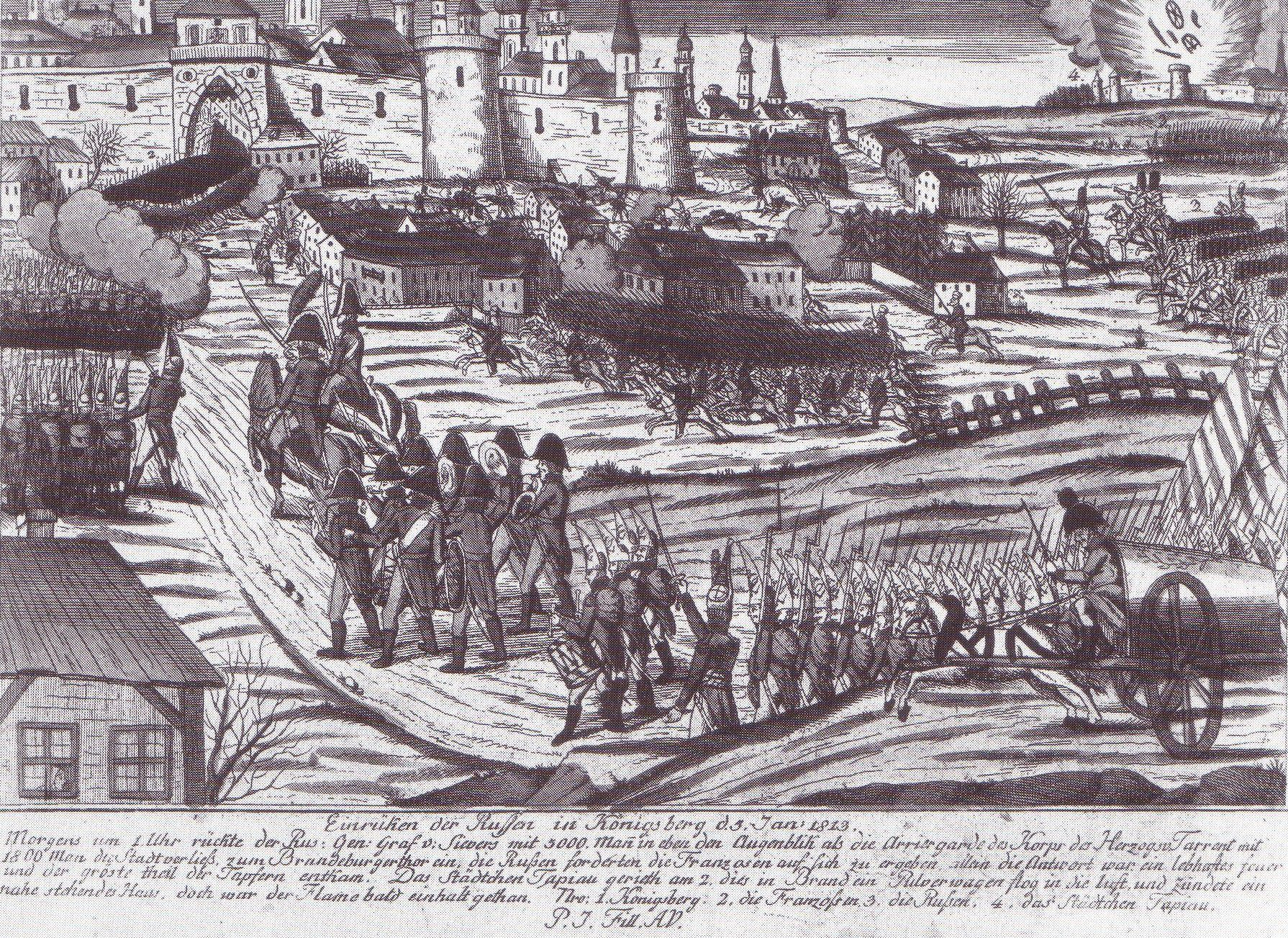
Einrücken der Russen in Königsberg am 5. Januar 1813

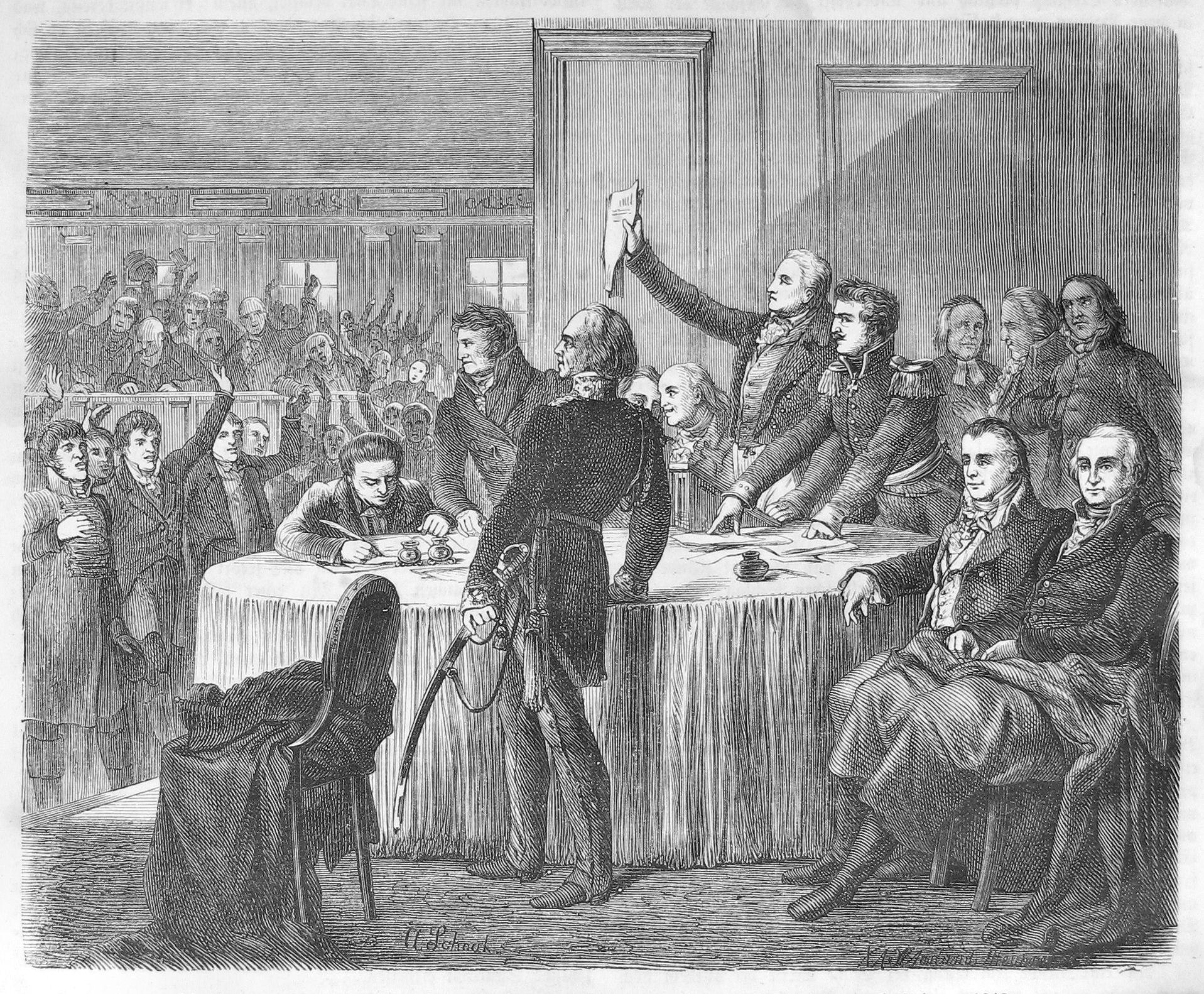
Beschluss der Landwehrordnung

Die Ostpreußische Landwehr wurde 1813 zur Befreiung von Napoleon Bonapartes Besetzung Ostpreußens aufgestellt. Mit ihr begannen die Befreiungskriege.

## Entstehung
Als Generalgouverneur der Provinz hatte Ludwig Yorck von Wartenburg am 30. Dezember 1812 die Konvention von Tauroggen ausgehandelt. Als russische Truppen wenige Tage später, am 5. Januar 1813, in Königsberg einrückten, wurden sie (anders als im Siebenjährigen Krieg) als Befreier begrüßt. Dem sollte ein politischer Frontwechsel folgen. Als (gezwungene) Verbündete der Franzosen wollten die Preußen zu den Russen wechseln, in deren Diensten bereits Freiherr vom Stein als Kommissar stand. Nachdem Yorck die Aufstellung des Ostpreußischen National-Kavallerie-Regiments befohlen hatte, rief Graf Dohna die ost- und westpreußischen Landstände zusammen. Die 64 Delegierten kamen am 5. Februar 1813 in die Ostpreußische Generallandschaftsdirektion. Otto Brausewetter, Nachfahre eines Teilnehmers, erinnerte mit einem berühmten Gemälde an diese historische Stunde.
Zwei Tage später wurde die von Clausewitz, Dohna und Yorck aufgestellte Landwehrordnung vom Landtag einstimmig angenommen. Ab März 1813 stellte Karl Alexander von Bardeleben 19 Landwehr-Bataillone, 3 Landwehr-Kavallerie-Regimenter, 4 Landwehr-Feldbatterien und 2 Landwehr-Train-Bataillone mit 20.000 Mann auf. Ein Kavallerie-Regiment wurde der Nordarmee des Kronprinzen von Schweden zugeteilt. Die drei in Königsberg aufgestellten Landwehr-Bataillone wurden zum Königsberger Landwehr-Regiment formiert und unter dem Befehl von Karl Friedrich Friccius ebenfalls der Nordarmee zugeteilt. Das Königsberger Regiment kämpfte mit großer Tapferkeit in den Schlachten bei Großbeeren und Dennewitz, nahm an der Völkerschlacht bei Leipzig teil und erstürmte am 19. Oktober 1813 das Äußere Grimmaische Tor, wodurch die Verteidigung Leipzigs zusammenbrach. Der schweren Verluste wegen erhielt das Regiment im November Ersatz von der Ostfriesischen Landwehr. 1814 nahm es am Winterfeldzug in den Niederlanden teil.
Alle anderen ostpreußischen Einheiten bildeten die Landwehr-Division unter Graf Ludwig von Dohna, die an der Belagerung von Danzig teilnahm. Von ihren etwa 9.000 Mann fielen 2.500 oder starben an Krankheiten. Sie sollte die einzige Division der deutschen Geschichte bleiben, in der alle Offiziere gewählt wurden. Als einzige Provinz stellte Ostpreußen Landwehr-Artillerie und Landwehr-Train-Formationen auf.
Am 27. März 1813 erklärte die Krone Preußen dem Premier Empire den Krieg.

„Als im Frühjahr 1813 der Sturm losbrach, stand Königsberg wieder im Brennpunkt der Ereignisse. Obwohl Stadt und Land durch den verlorenen Krieg und durch Leistungen an feindliche und verbündete Truppen wirtschaftlich schwer gelitten hatten, gab es eine Opferwilligkeit ohnegleichen, als es galt, die Landwehr für den Freiheitskampf auszurüsten. Über 200 Studenten von ungefähr 300 insgesamt meldeten sich zum Waffendienst bei den freiwilligen Jägern, dem Lützow´schen Freikorps, beim National-Kavallerie-Regiment und bei der Landwehrbrigade. […] Die Haltung der Professoren war weniger vorbildlich.“

Mit der Heeresreform durch Wilhelm I. wurde auch die alte Landwehrverfassung geändert. Der Soldat diente drei Jahre unter den Fahnen, war darauf vier Jahre bei der Reserve und fünf Jahre bei der Landwehr. Mit dem vollendeten 32. Lebensjahr gehörte der Soldat zur Landwehr, die grundsätzlich nicht mobilgemacht wurde. Neu war der Reserveoffizier; er gehörte zu einem Regiment und nicht zur Landwehr seines Bezirkes.
Der Landwehr zu Ehren betrieb der Kriegsrat Johann Georg Scheffner die Errichtung eines Landwehrkreuzes auf dem Galtgarben.

## Uniformierung
Die Abzeichenfarben an Kragen und Ärmeln des Uniformrockes, der einreihig geknöpften dunkelblauen Litewka, sowie der Kopfbedeckung, richteten sich nach der Provinz. Die Abzeichenfarbe für Ostpreußen, Kurmark und die Neumark war Mohnrot. Die Achselklappen gaben bei den preußischen Landwehr-Infanterieregimentern durch ihre Farbe das jeweilige Bataillon wieder (I. - weiß, II. - rot und III. - gelb) und trugen zudem häufig die Nummer des Regimentes.
Allerdings hatten zum Beginn der Befreiungskriege die wenigsten Regimenter alle Männer vollständig eingekleidet. Dies ließen die die preußischen Finanzen nach der jahrelangen napoleonischen Besatzung nicht zu. Viele Landwehrmänner mussten sich mit zivilen Kleidungsstücken, die teilweise, aber nicht immer, umgearbeitet und umgefärbt waren, aushelfen. Das Bild der Landwehr war dadurch in der Anfangsphase sehr buntscheckig.
Auf der Kopfbedeckung trug die Landwehr das Landwehrkreuz, um den Unterschied zu den Linienregimentern zu zeigen.

## Bewaffnung
Die Ausrüstung und Bewaffnung der Landwehrinfanterie war in den Anfängen 1813 bis 1815 ziemlich mangelhaft, häufig wurden auch nur Piken und Äxte als Waffen geführt und viele Soldaten hatten keine Schuhe. Die Landwehrkavallerie war bis 1816 grundsätzlich mit Lanzen ausgerüstet.

## Europäische Bedeutung
Yorcks Appell an die 64 Deputierten aus Ostpreußen und Westpreußen und die Annahme der Landwehrordnung durch den Landtag hatten historische Bedeutung für ganz Europa:

„In der Hauptstadt Ostpreußens wurde in diesen Februartagen des Jahres 1813 das Signal gegeben zur Befreiung Deutschlands und Europas vom Napoleonischen Imperialismus, und dieses Signal gab nicht der König, sondern das Volk, indem seine Repräsentanten sich entschlossen, aus eigener Machtvollkommenheit zu handeln. Das waren zwei Schritte vorwärts in der historischen Entwicklung, die nicht mehr zurück getan werden konnten. Nationalstaat und Demokratie tauchten als Leitbilder am historischen Horizont auf. Mochte es bis zu ihrer Verwirklichung ein weiter Weg sein … und mögen wir heute von ihnen andere Vorstellungen haben als die Männer von 1813; daß ein neues Hochgefühl von Königsberg (und von Breslau) aus das deutsche Volk ergriff und daß dieses Volk begann, sein Schicksal in die eigene Hand zu nehmen, das sind zwei Tatsachen, die aus der deutschen Geschichte ebensowenig wegzudenken sind wie aus der Geschichte der Stadt Königsberg.“

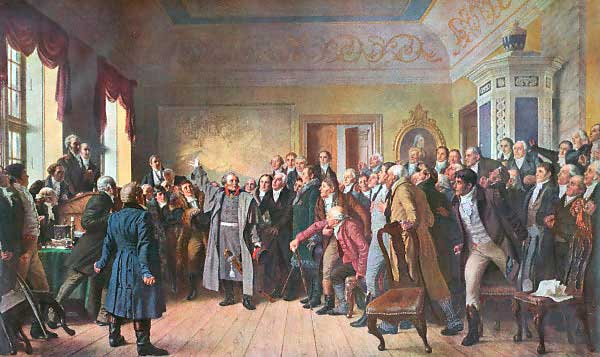
Yorcks Appell an die Landstände (Otto Brausewetter)
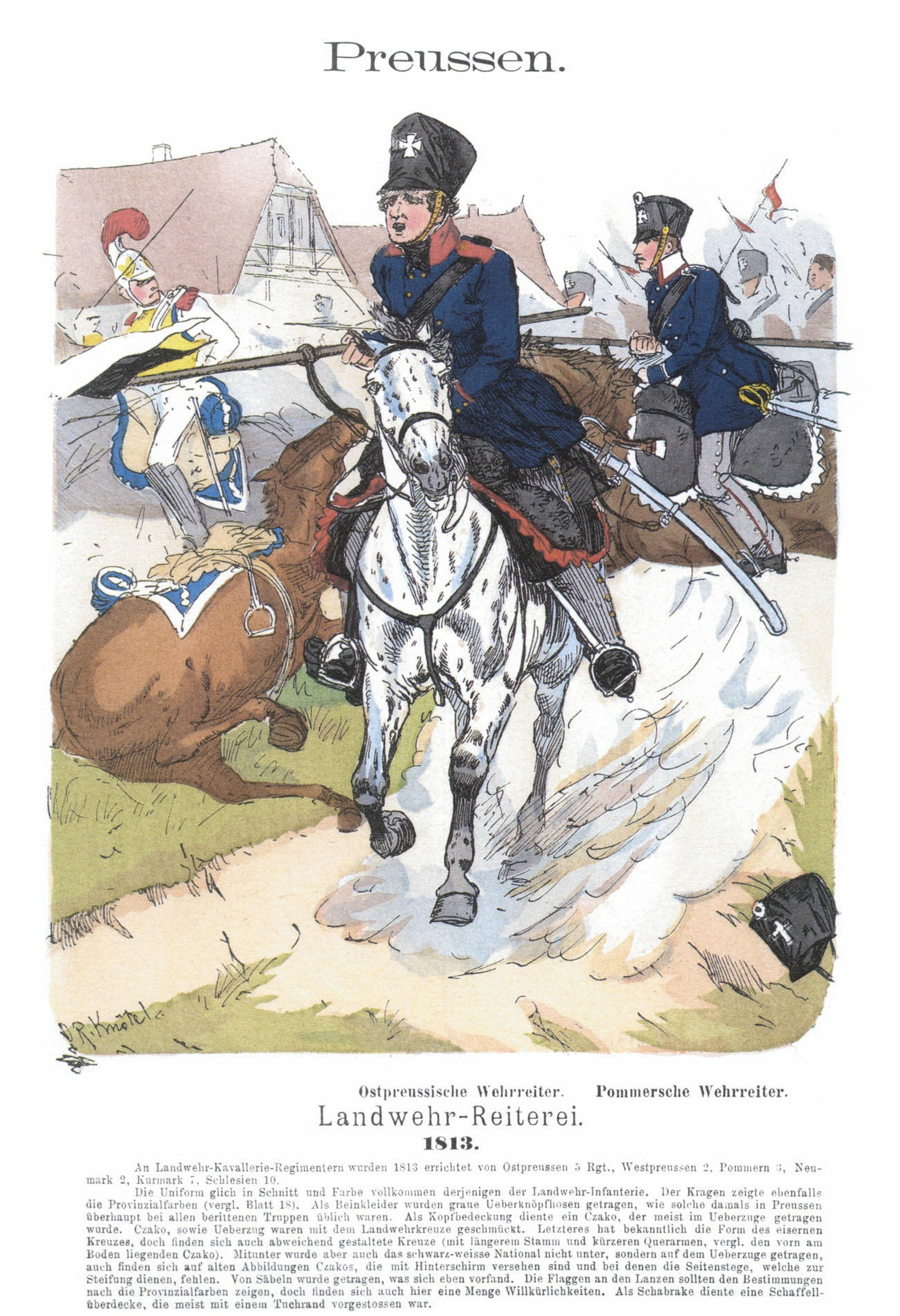
Ostpreußischer Wehrreiter 1813 (Richard Knötel)
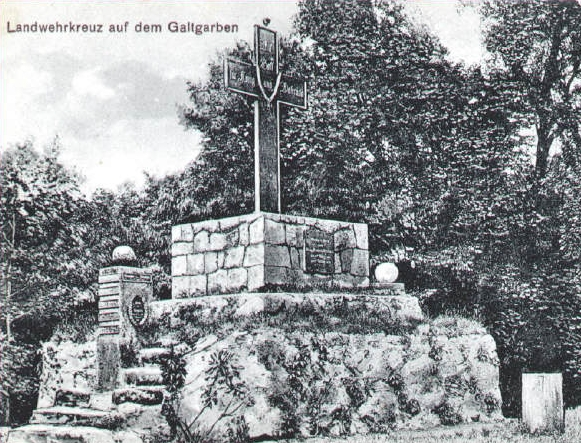
Landwehrkreuz auf dem Galtgarben
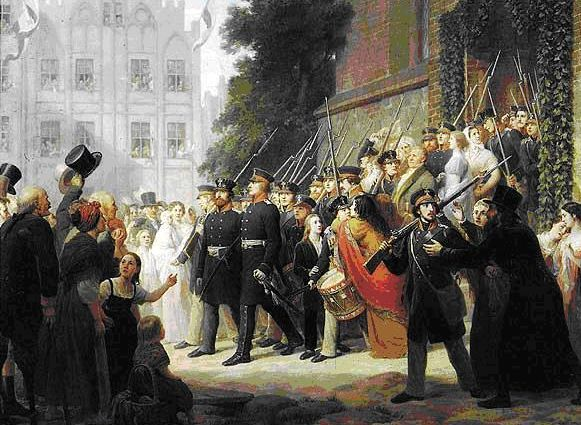
Auszug der Landwehr (Gustav Graef, 1860)
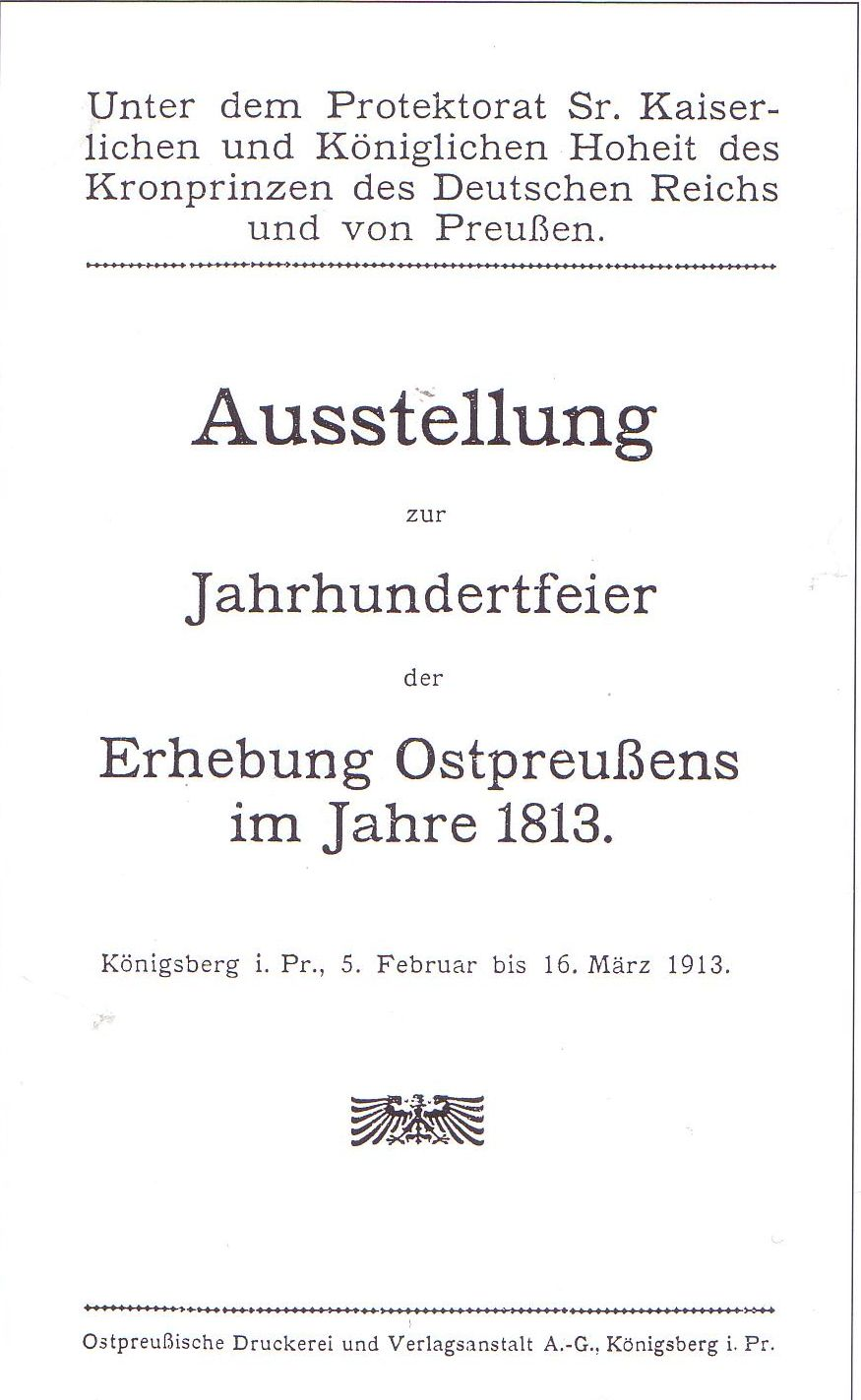
Jahrhundertfeier 1913